# Cucumis queenslandicus
Cucumis queenslandicus är en gurkväxtart som beskrevs av I.Telford. Cucumis queenslandicus ingår i släktet gurkor, och familjen gurkväxter. Inga underarter finns listade i Catalogue of Life.